# IC 1961
IC 1961 — галактика типу Sc (компактна спіральна галактика) у сузір'ї Годинник.
Цей об'єкт міститься в оригінальній редакції індексного каталогу.